# Vajvirágfélék

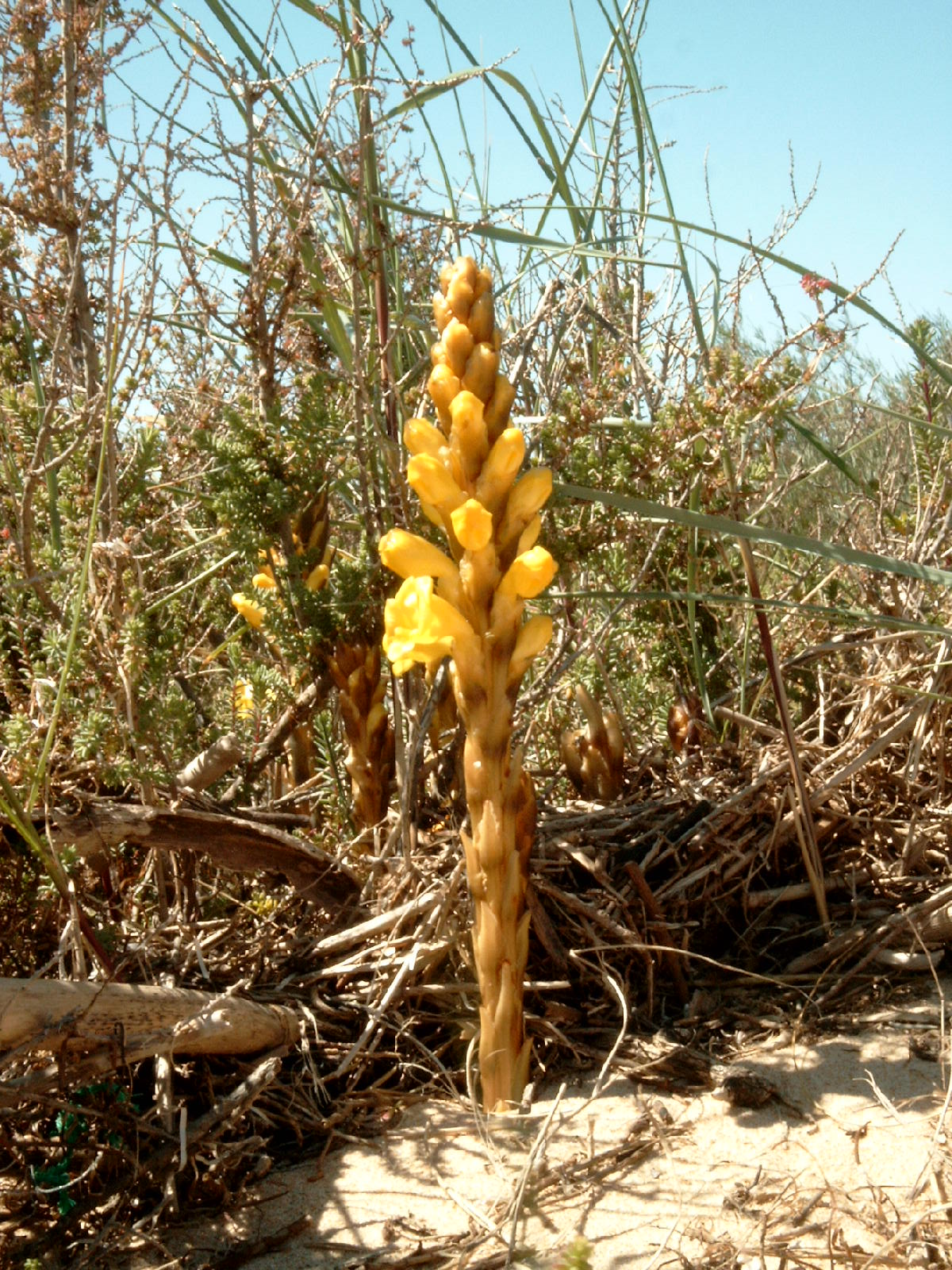
Cistanche phelypaea

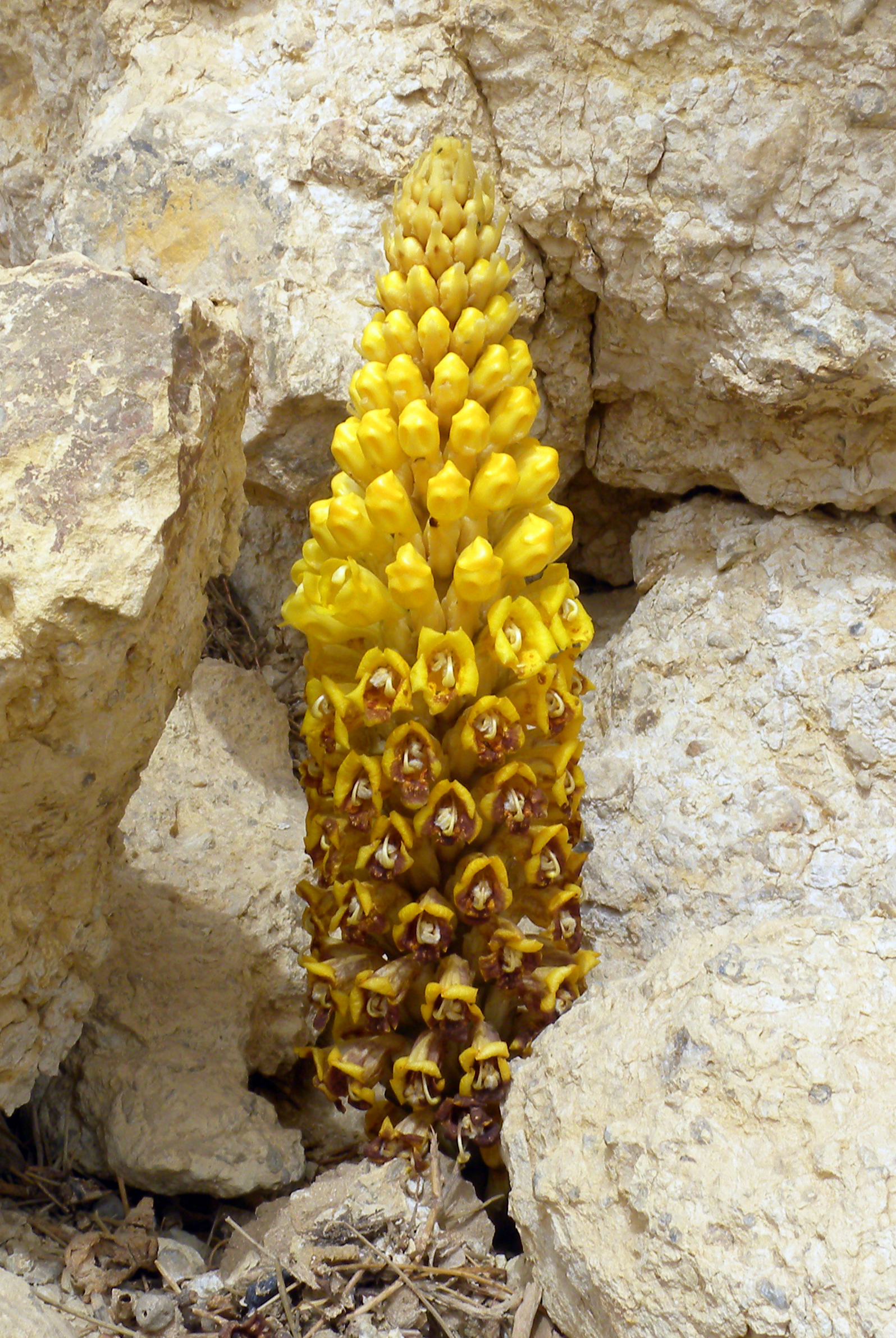
Cistanche tubulosa

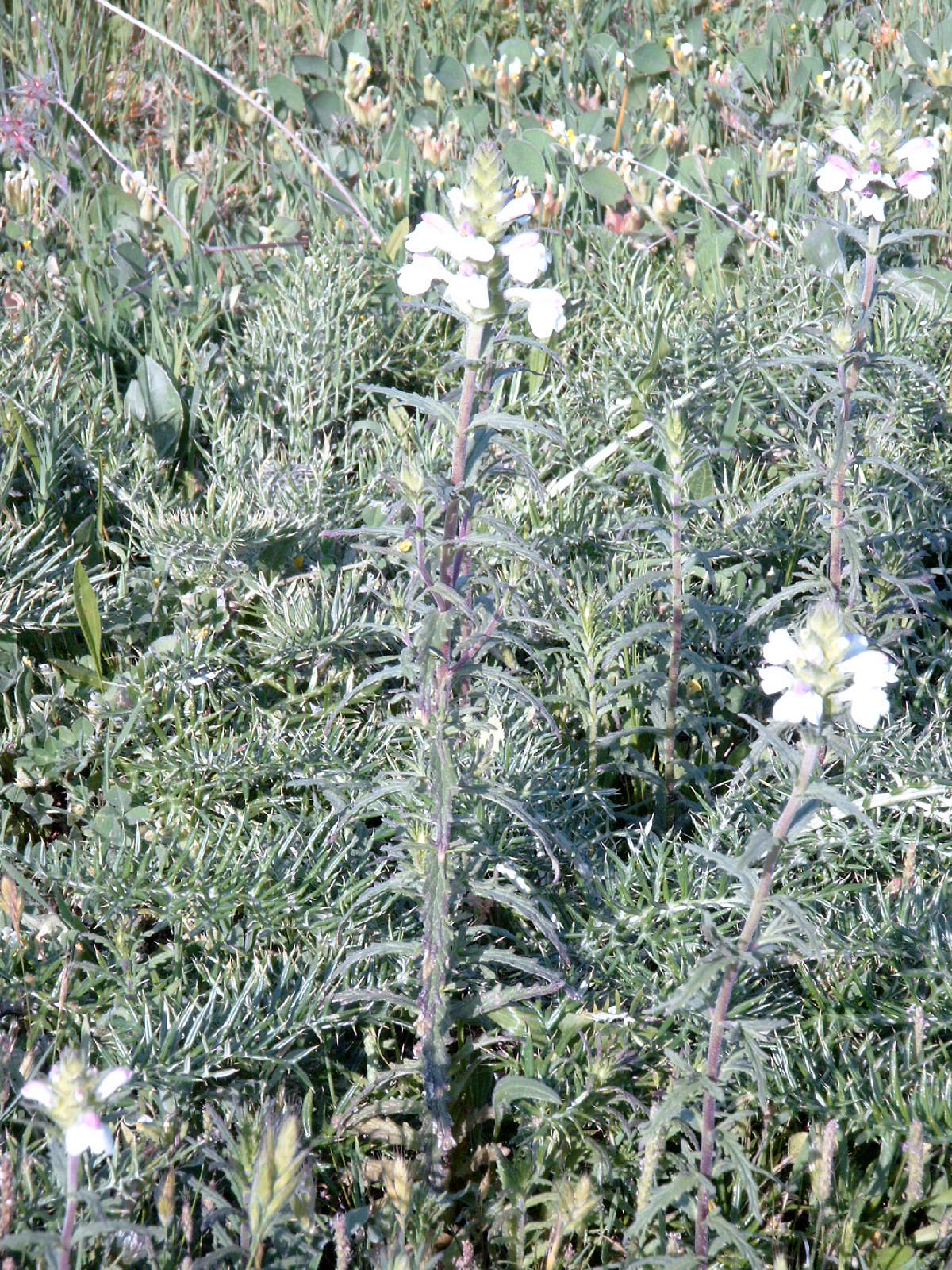
Bellardia trixago

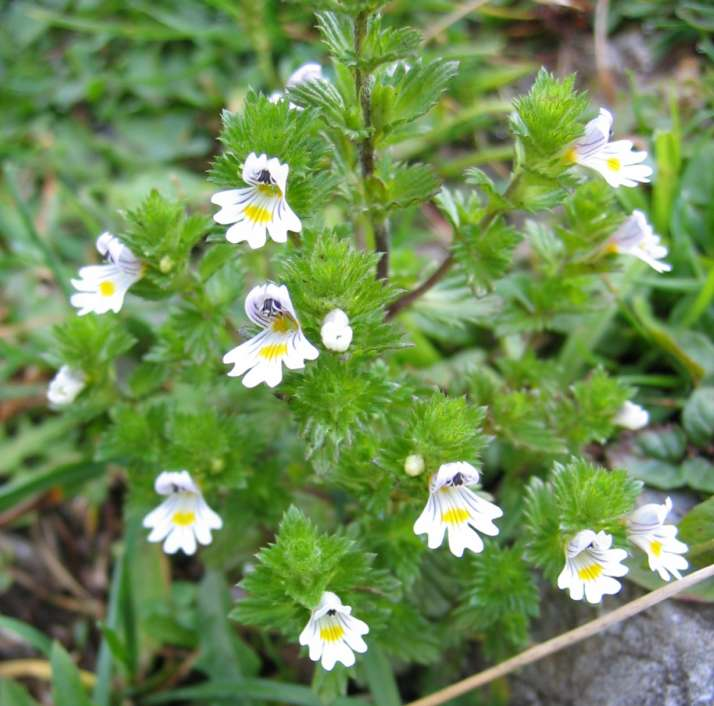
Orvosi szemvidító

A vajvirágfélék, néha szádorfélék vagy szádorgók (Orobanchaceae) az ajakosvirágúak (Lamiales) rendjébe tartozó növénycsalád. 90 nemzetség több mint 2000 faja tartozik ide. Több génusz korábban a polifiletikusnak bizonyult Scrophulariaceae sensu lato (tágabb értelemben vett görvélyfűfélék) részét alkotta. Jól megalapozott, monofiletikus családot alkot. Kozmopolita család, képviselői előfordulnak Eurázsia mérsékelt éghajlatú részein, Észak-Amerikában, Dél-Amerikában, Ausztrália, Új-Zéland és a trópusi Afrika egyes részein.
Az egyetlen, teljesen autotróf nemzetségen (Lindbergia) kívül a család többi tagja teljes parazita vagy félparazita (holo-, illetve hemiparazita) életmódot folytató egyéves vagy évelő lágyszárú növény, illetve cserje. Gyökérélősködők. A holoparazita növények (pl. Orobanche, Lathraea, Epifagus) klorofillt nem is tartalmaznak, színük így sárgás, barnás, lila vagy fehér is lehet. A hemiparazita növények (a Scrophulariaceae-ből áthelyezve) képesek a fotoszintézisre, fakultatív vagy obligát paraziták is lehetnek.
A családon belüli elemzések szerint bár az evolúció során maga a szívógyökér egyszer alakult csak ki, a holoparazitizmusra áttérés egymástól függetlenül, többször is végbement.
Virágzatuk fürtös, zigomorf, hímnős virágokkal, melyek kiszáradva iridoidtartalmuk miatt megfeketednek. A nem húsos toktermésben igen apró magvak találhatók, melyeket a szél terjeszt.

## Nemzetségek
- Aeginetia (parazita, 3 faj)
- Agalinis gerardia  (félparazita, 40 faj)
- Alectra (félparazita, 30-40 faj)
- Ancistrostylis (félparazita, 1 faj)
- Asepalum (félparazita)
- Aureolaria (félparazita, 11 faj)
- Bartsia (félparazita, korábban a Scrophulariaceae-ben; 49 faj)
- Bellardia (félparazita)
- Boschniakia (parazita, 5 faj)
- Brandisia (félparazita)
- Buchnera (félparazita, legalább 100 faj)
- Bungea (félparazita, 2 faj)
- Buttonia (félparazita, 3 faj)
- Castilleja (félparazita, legalább 200 faj)
- Cellulanus parvus (parazita)
- Centranthera (félparazita, 9 faj)
- Christisonia (parazita, 17 faj)
- Cistanche (parazita, 16 faj)
- Clevelandia (félparazita, 1 faj)
- Conopholis (parazita, 2 faj)
- Cordylanthus (18 faj)
- Cycnium (félparazita, 15 faj)
- Cymbaria (félparazita)
- Dasistoma (félparazita, 1 faj)
- Epifagus (parazita, 1 faj)
- Escobedia (félparazita, 6 faj)
- Esterhazya (félparazita, 5 faj)
- szemvidító (Euphrasia) (félparazita, korábban a Scrophulariaceae-ben; legalább 170 faj)
- Gerardiina (félparazita, 2 faj)
- Ghikaea (félparazita, 1 faj)
- Gleadovia (parazita, 6 faj)
- Graderia (félparazita, 5 faj)
- Harveya (parazita, 25-40 faj)
- Hedbergia (félparazita, 1 faj)
- Hyobanche (parazita, 8 faj)
- Lamourouxia (félparazita, 28 faj)
- vicsorgó (Lathraea) (parazita, korábban a Scrophulariaceae-ben; 7 faj)
- Leptorhabdos (félparazita, 1 faj)
- Leucosalpa (félparazita, 3 faj)
- Lindenbergia (nem parazita, 15 faj)
- Macranthera (félparazita, 1 faj)
- Magdalenaea (félparazita, 1 faj)
- Mannagettaea (parazita, 3 faj)
- csormolya (Melampyrum) (félparazita, korábban a Scrophulariaceae-ben; 35 faj)
- Melasma (félparazita, 5 faj)
- Micrargeria (félparazita, 5 faj)
- Micrargeriella (félparazita, 1 faj)
- Monochasma (félparazita, 4 faj)
- Nesogenes (félparazita)
- Nothobartsia (félparazita, 2 faj)
- Nothochilus (félparazita, 1 faj)
- fogfű (Odontites) (félparazita, korábban a Scrophulariaceae-ben; 26-30 faj; morfológiai különbözőségek miatt a génuszról leválasztották a Macrosyringion, Odontitella, Bornmuellerantha és Bartsiella csoportokat,[2] ezt molekuláris genetikai bizonyítékokkal még nem sikerült alátámasztani.)
- Omphalotrix (félparazita, 1 faj)
- Ophiocephalus (félparazita, 1 faj)
- vajvirág vagy szádor (Orobanche) (parazita, kb. 150 faj)
- Orthocarpus (félparazita, 9 faj)
- Parastriga (félparazita, 1 faj)
- Parentucellia (félparazita, korábban a Scrophulariaceae-ben; 2 faj)
- kakastaréj (Pedicularis) (félparazita, korábban a Scrophulariaceae-ben; legalább 350 faj)
- Petitmenginia (félparazita, 2 faj)
- Phacellanthus (parazita, 2 faj)
- Phelypaea  (parazita, 4 faj)
- Phtheirospermum (félparazita, 7 faj)
- Physocalyx (félparazita, 2 faj)
- Platypholis (parazita, 1 faj)
- Pseudobartsia (félparazita, 1 faj)
- Pseudomelasma (félparazita, 1 faj)
- Pseudosopubia (félparazita, 7 faj)
- Pseudostriga (félparazita, 1 faj)
- Pterygiella (félparazita, 3 faj)
- Radamaea (félparazita, 5 faj)
- Rhamphicarpa (félparazita, 6 faj)
- Rhaphispermum (félparazita)
- kakascímer (Rhinanthus) (félparazita, korábban a Scrophulariaceae-ben; 45 faj)
- Rhynchocorys (félparazita, 6 faj)
- Schwalbea (félparazita, 1 faj)
- Seymeria (félparazita, 25 faj)
- Sieversandreas (félparazita, 1 faj)
- Silviella (félparazita, 2 faj)
- Siphonostegia (félparazita, 3 faj)
- Sopubia (félparazita, 60 faj)
- Spirostegia (félparazita, 1 faj)
- Striga (félparazita, 40 faj)
- Tetraspidium (félparazita, 1 faj)
- Thunbergianthus (félparazita, 2 faj)
- Tienmuia (parazita, 1 faj)
- Tozzia (félparazita, korábban a Scrophulariaceae-ben; 1 faj)
- Triphysaria (félparazita, 5 faj)
- Vellosiella (félparazita, 3 faj)
- Xizangia (félparazita, 2 faj)
- Xylocalyx (félparazita, 5 faj)

## Fordítás
- Ez a szócikk részben vagy egészben az Orobanchaceae című angol Wikipédia-szócikk ezen változatának fordításán alapul.  Az eredeti cikk szerkesztőit annak laptörténete sorolja fel. Ez a jelzés csupán a megfogalmazás eredetét és a szerzői jogokat jelzi, nem szolgál a cikkben szereplő információk forrásmegjelöléseként.